# LMS コンパウンド4-4-0蒸気機関車
LMS コンパウンド4-4-0蒸気機関車（LMS コンパウンド4-4-0じょうききかんしゃ）は、イギリスのロンドン・ミッドランド・アンド・スコティッシュ鉄道（LMS）が導入した蒸気機関車の1形式である。車輪配置 4-4-0（2B）の旅客用機関車で、1924年から1932年までに195両が製造された。

## 概要
45両のミッドランド鉄道1000形蒸気機関車に追加する形で製造された。両機はほとんど同一であった。最も明らかな違いは、駆動輪の直径がミッドランド機関車の7フィート0インチ（2.134 m）からLMSバージョンの6フィート9インチ（2.057 m）に縮小したことである。本形式は、LMSの出力分類で4Pを付与された。
LMSはミッドランド鉄道の番号を受け継いで1045から1199までを付番し、そのあとは数字を下げた900 - 939の車番とした。1948年の国有化の後、BRは40000を数字に追加したため、40900 - 40939および41045 - 41199となった。